# Сенегал
 Тази статия е за държавата в Западна Африка.  За реката вижте Сенегал (река).  
Сенегал (на френски: Senegal) е държава в Западна Африка.
Столицата на Сенегал е Дакар. Други по-големи градове в страната са Тиес, Каолак, Зигиншор, Сен Луи.

## География
Сенегал е разположен в западната част на континента Африка, между 12° и 17° северна ширина и 11° и 18° западна дължина. Граничи с Атлантическия океан на запад и има обширна брегова линия с него – 720 km.; с Мавритания - на север, Мали - на изток и Гвинея и Гвинея-Бисау - на юг. Освен това Сенегал обхваща от север, изток и юг Гамбия, която е почти пълен анклав с изключение на малък излаз на Атлантическия океан.
Територията на Сенегал е заета главно от песъчливите равнини на Западен Сахел, издигащи се към по-хълмист район в югоизточната част на страната. Там е разположена най-високата точка – безименно възвишение край Непен Диаха с надморска височина 584 метра. Северната граница преминава по река Сенегал, а други по-големи реки са Гамбия и Казаманс. Столицата Дакар е разположена на полуостров Зелени нос, най-западната точка на африканския континент.
Климатът в по-голямата част от Сенегал е горещ полупустинен (BSh по Кьопен), на север – горещ пустинен (BWh), а на юг – тропичен саванен (Aw). Количеството на валежите е от 250 милиметра на север до 1500 милиметра на юг.

## История
- 10 век – образувана е ранно феодална държава Текрур.
- 15 век – португалците откриват крайбрежието на Сенегал.
- 17 век – разпространява се ислямът.
- 1638 г. – първо френско заселване, образуван е град Сен Луи.
- 1895 – 1958 г. – Сенегал е в състава на Френска Западна Африка.
- 20 август 1960 г. – Сенегал е провъзгласен за независима република.
- 2000 – 2001 г. – засилва се стремежът на жителите на Казаманс (Югозападен Сенегал) за автономия.

## Население
Сенегал има население, наброяващо 18,1 милиона жители. Официален език е френският, а признати регионални езици са волоф, сонинке, серер, фула, манинка и диола.

## Държавно устройство
Сенегал е президентска република. Президентът се избира пряко с мандат 5 години и възможност за еднократно преизбиране. 
Законодателен орган в Сенегал е двукамарен парламент. Горната камара (Сената) се състои от 100 места, а долната камара от 150 места, избирани за срок от 5 години.

### Административно деление
Сенегал е разделена на 11 области, всяко от която се управлява от областен съвет. Областите са разделени на департаменти, като общият им брой е 34. Областите са:
| Област     | Карта |
| ---------- | ----- |
| Дакар      |       |
| Диурбел    |       |
| Фатик      |       |
| Каолак     |       |
| Колда      |       |
| Луга       |       |
| Матам      |       |
| Сен-Луи    |       |
| Тамбакунда |       |
| Тиес       |       |
| Зигиншор   |       |

## Икономика
През януари 1994 г. Сенегал предприема смела и амбициозна икономическа реформа с подкрепата на международната дарителска общност. Реформата започва с 50-процентова девалвация на сенегалската валута СФА франка, който до 1999 е с фиксиран курс към френския франк, а сега е към курса на еврото. След преживения икономически спад до 2,1% през 1993 г., Сенегал прави голяма крачка напред благодарение на реформаторската програма, повишавайки своя БВП средно на 5% годишно от 1995 г. до 2001 г. Годишната инфлация е намалена на по-малко от процент, но се повишава отново през 2001 до 3,3%. Инвестирането се увеличава постоянно от 13,8% от БВП през 1993 г. до 16,5% пред 1997 г.
Основните промишлени отрасли включват туризъм, производство на храни, минодобив, производство на цимент, производство на изкуствени торове, химическа промишленост, текстилна промишленост и рафиниране на нефт. Страната е главен износител на фъстъци, рибни продукти, памук, химикали, калциев фосфат.